# Max Vogrich
Den här artikeln är helt eller delvis baserad på material från engelskspråkiga Wikipedia.
Max Wilhelm Carl Vogrich, född 24 januari 1852, död 10 juni 1916, var en österrikisk pianist och kompositör. Hans mest populära stycken är Passpied, Staccato Caprice, och Valse Brilliante.

## Biografi
Max Vogrich föddes i Hermannstadt i Transsylvanien, nuvarande Sibiu i Rumänien, 24 januari 1852. Han var ett underbarn och var 14 år gammal en skicklig pianist. Han studerade i Leipzig för Carl Reinecke, Hans Richter, Moritz Hauptmann, Wenzel, och Ignaz Moscheles, och slutförde studierna 1869. Mellan 1870 och 1878 genomförde han konsertturnéer runt om i kontinentala Europa, Sydamerika och USA. Från 1882 till 1886 genomförde han konsertturnéer och undervisade i Australien. Han begav sig därefter till New York, där han bodde en tid. Han avled på Post Graduate Hospital i New York den 10 juni 1916.
Till hans verk hör operorna Vanda (1875), Lanzelot (1890), King Arthur (1893), och Buddha (1904); ett oratorium, Fångenskapen (1891); kantaterna Den unge konungen och herden och Dykaren; ett antal mäss-tonsättningar, symfonier, konserter för violin och piano samt sonater, utöver duetter, sånger och kammarmusik.